# Sint-Johannes de Doperkerk (München)
De Johannes-de-Doperkerk (Duits: St. Johann Baptist) is een parochiekerk in Haidhausen, een stadsdeel in München. De kerk werd aan het Johannisplatz tussen 1852 en 1874 naar ontwerp van Matthias Berger in de neogotische stijl gebouwd. De westelijke toren van de Johanneskerk is 97 meter hoog en behoort daarmee tot de drie hoogste kerktorens in München.

## Geschiedenis
In het begin van de 19e eeuw nam het inwonertal van München aan beide oevers van de Isar sterk toe. De oude kerk van Haidhausen werd snel te klein. Daarom besloot men tot de bouw van een nieuwe en grotere kerk. In de jaren 1840 werd de eerste steen voor de tweede neogotische van München gelegd. De bouw was op de westelijke toren na omstreeks 1858 grotendeels afgerond. Pas in 1870 werd de 97 meter hoge toren gebouwd, waarop een twee meter hoog kruis werd geplaatst.
Het kerkgebouw raakte in 1945 door bombardementen op München zwaar beschadigd. Na het einde van de oorlog werd het godshuis in vereenvoudigde vorm hersteld en kreeg de toren een nieuwe spits.

## Beschrijving
Met de hoge toren van 97 meter overtreft de Sint-Jan alle andere kerken oostelijk van de Isar. Het kerkschip bestaat uit gele zandsteen, het westwerk en de toren uit rode zandsteen. De gewelven werden na de oorlog in eenvoudige vorm hersteld. Bezienswaardig zij de neogotische altaren.
- Lengte: 80 meter
- Breedte: 35 meter
- Hoogte: 40 meter
- Hoogte binnenruimte: 27 meter

## Klokken
In de toren hangen zes klokken in de slagtonen b0–c1–d1–f1–g1–b1. In 1948 werd de kleine bronzen klok uit 1869 (klokkengieterij Bachmair) aangevuld met vijf nieuwe klokken (gegoten door Bochumer Verein). Vrijdags om 15:00 uur luidt ter nagedachtenis aan het stervensuur van Jezus Christus de grootste klok. De klok luidt ook dagelijks om 12:00 uur het middagangelus. Op zaterdagen wordt om 15:00 uur de zondag ingeluid.

## Afbeeldingen

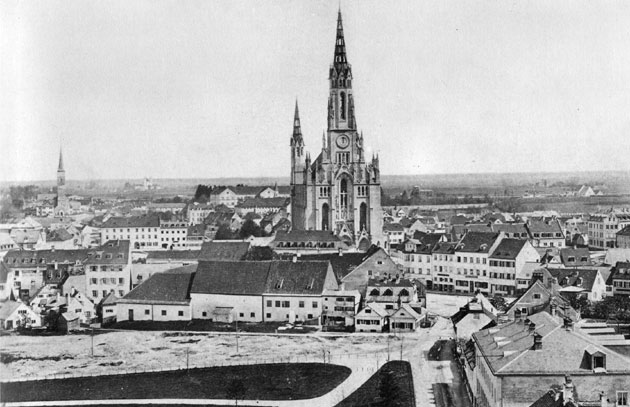
De Sint-Jan op een historische afbeelding (ca. 1880)
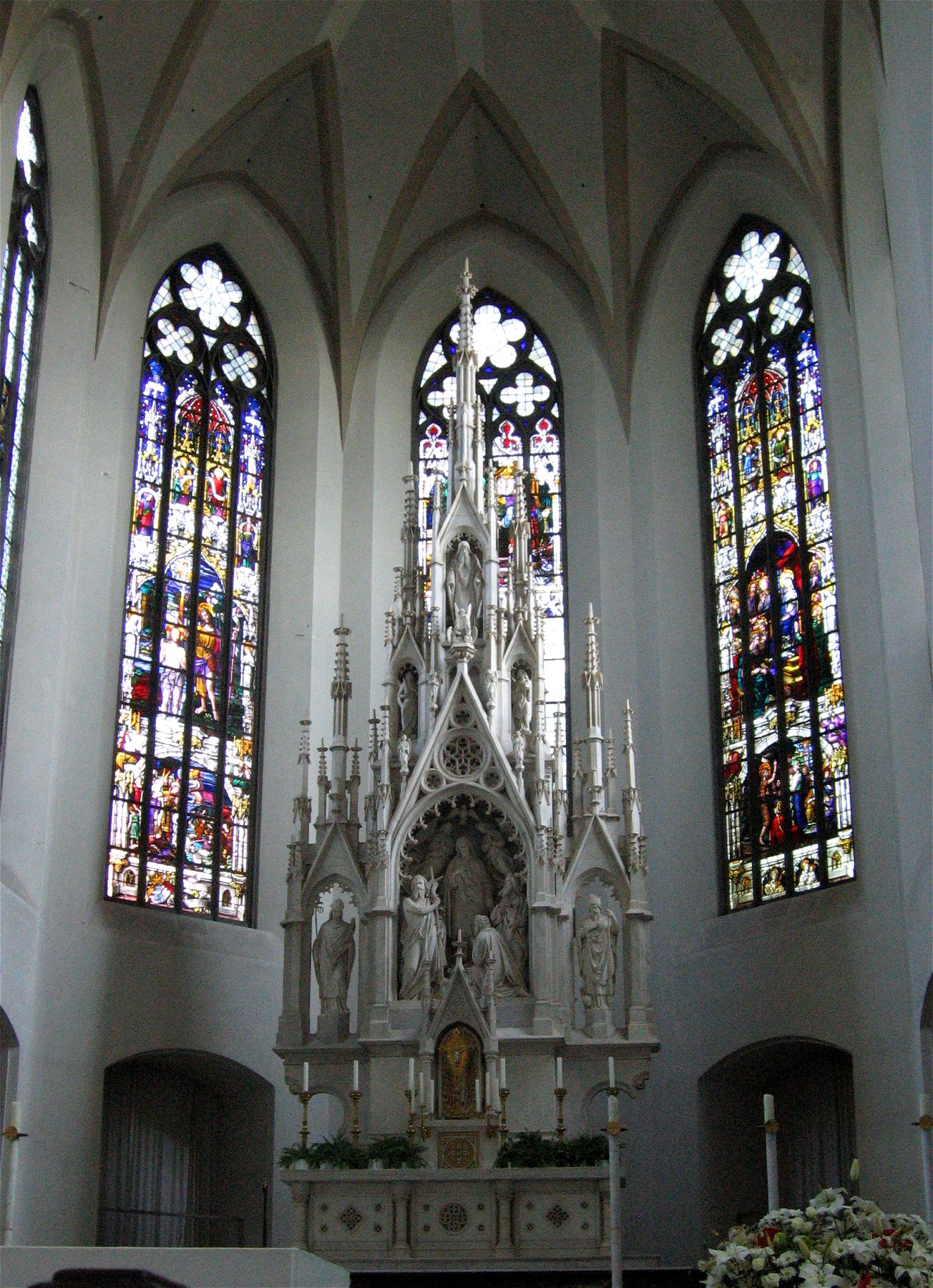
neogotisch hoofdaltaar